# Ray Austin (Musiker)
Raymond Hugh Austin (* 17. Februar 1943 in Thorne, Großbritannien; † 11. März 2024 in Freiburg im Breisgau) war ein britisch-deutscher Musiker (Gitarre, Trompete, Gesang, Mundharmonika). Seit seinem 27. Lebensjahr hatte sich Austin der Musik verschrieben – als Solokünstler, in Bands, als Organisator von kleineren Musikfestivals und als Gründer von Folk&Blues-Clubs in ganz Deutschland.

## Leben
Der englische Jazz-, Folk- und Blues-Musiker wuchs als Sohn eines Lehrers in Halifax in der Grafschaft Yorkshire auf. Nach Beendigung seiner Ausbildung arbeitete er als Vertreter für Karamell bei Jon’s Toffee, danach diente er in der British Army. Nachdem er das McMillan College of Education besucht hatte, unterrichtete er Englisch und Kunst an einer englischen Schule.
1970 kam Austin nach Freiburg und erhielt dort an der Albert-Ludwigs-Universität einen Lehrauftrag für „Modern English“, widmete sich aber seit 1973 nur noch der Musik. Von 1972 bis 1977 ging er als Musiker auf Tournee. Nach seiner Heirat 1978 führte er mit seiner Frau bis 1980 die Musik- und Kleinkunstkneipe Halifax im südbadischen Gottenheim. Ab 1981 moderierte er einige Jahre beim Südwestfunk die Sendung Music-Hall; 1985 war er eines der Gründungsmitglieder des Freiburger Jazzhaus e. V. und seit 1999 hatte er die musikalische Leitung der Wodan-Halle in Freiburg, deren Mitbegründer er 1998 war.
Austin leitete auch die Dixieland-Bands Royal Garden Five und Original Hallelujah Stompers sowie die Country/Folk/Blues-Gruppe Ray Austin & Friends; er starb im Alter von 81 Jahren an den Folgen eines Herzinfarkts.

## Diskografie
- 1973: You & I in Words (u. a. mit Klaus Weiland)
- 1975: For a While
- 1976: New Horizons
- 1980: Halifax
- 1982: Elevenses
- 1987: Live in Freiburg  – mit den Original Hallelujah Stompers
- 1993: Still Stompin’ – mit den Original Hallelujah Stompers
- 1998: Muskrat Ramble – mit Royal Garden Five
- 1999: Thin Times – mit Fat Chance
- 2000: Riverboat – mit Royal Garden Five
- 2001: Makin’ Whoopee – mit den Original Hallelujah Stompers
- 2005: Live in Leiselheim – mit den Original Hallelujah Stompers
- 2007: No Other Way – Ray Austin & Friends
- 2010: As Time Goes By – mit den Original Hallelujah Stompers
- 2018: A Piece of Heaven – Ray Austin & Friends
- 2020: Written in the Night – Austin · Epremian · Weller
- 2021: Who Is to Know? – Austin · Epremian · Weller
- 2023: Under Cover – Austin · Epremian · Weller